# 신범식 (정치인)
신범식(申範植, 1923년 9월 29일~1992년 9월 11일)은 대한민국의 언론인, 정치인이다. 제18대 문화공보부장관을 지냈다.

## 학력
- 고려대학교 정치학 학사

## 경력
1950년 고려대학교 정치학과를 나온 그는 1952년부터 1957년까지 경북대학교·성균관대학교 등에서 교수로 활동하였다. 
1960년부터 1962년까지 서울일일신문 및 경향신문의 논설위원으로 활동하였다. 민주공화당 창당에 참여하였고, 1964년에는 민주공화당의 대변인 겸 선전부장이 되었다.
1965년 박정희 대통령의 비서실 공보수석비서관 겸 대변인으로 발탁되었다. 1969년 4월 11일부터 1971년 6월 3일까지 문화공보부 장관으로 임명되었다. 
1972년 서울신문사 사장을 맡아 1974년까지 재직하였다. 
1976년 통일주체국민회의 선출의 제9대 국회의원이 되었으며, 유신정우회의 홍보대책위원장이 되었다. 1979년 제10대 국회의원으로 선출되어 유신정우회 운영위원 및 국회농수산위원회 위원장이 되었다.
1987년 한국도로공사 이사장이 되었으며 1년 후 1988년 사임하였다.

## 저서
- 『국난극복(國難克服)의 역사』
- 『국가방위(國家防衛)』
- 『현대경제의 이해를 위하여』
- 『민주적 인간유형(民主的人間類型)』

## 역대 선거 결과
|  | 0% |

|  | 0% |